# Henry Threadgill
Henry Threadgill (Chicago, 15 febbraio 1944) è un compositore, sassofonista e flautista statunitense.
Egli è membro del AACM (Association for the Advancement of Creative musicians) e ha suonato col trio Air, il settetto Very Very Circus, i gruppi Make a Move e Zooid.